# Frühstück bei ihr
Frühstück bei Ihr (Originaltitel: White Palace) ist ein US-amerikanisches Filmdrama aus dem Jahr 1990. Der Regisseur war Luis Mandoki, das Drehbuch schrieben Alvin Sargent und Ted Tally anhand eines Romans von Glenn Savan. Die Hauptrollen spielten Susan Sarandon und James Spader.

## Handlung
Der Werbeexperte Max Baron lebt in St. Louis. In einem Fastfood-Restaurant lernt er die Kellnerin Nora Baker kennen. Nach einem Junggesellenabend trifft er sie erneut in einer Bar, beide sind betrunken. Nora verführt ihn, massiert seine intimen Stellen. Als sie hört, dass Max’ Frau in einem Autounfall starb, lacht sie zuerst, dann erzählt sie, dass auch ihr Sohn Charlie gestorben sei. Es stellt sich auch heraus, dass Max ein Jude ist, Nora eine nicht mehr praktizierende Katholikin.
Max bringt Nora in seinem Auto nach Hause, dabei überfährt er Noras freistehenden Briefkasten. Zuerst will er nur noch Kaffee trinken, dann übernachtet er bei Nora. In der Nacht kommt sie zu ihm und verführt ihn. Beim Abschied sagt Max, dass sie ihn nicht wieder sehen werde, was sie traurig macht. Etwas später bringt Max einen neuen Briefkasten, er und Nora beginnen eine Beziehung. Es stellt sich heraus, dass Max 27 und Nora 43 Jahre alt ist. Als er die Unordnung in Noras Wohnung kritisiert und ihr einen Staubsauger schenkt, kommt es zum Streit. Später macht Nora jedoch Hausputz.
Eines Tages findet Max Noras Haus dunkel vor. Sie hat keinen Strom mehr, weil sie die Rechnung nicht bezahlen konnte. Als sie Max in seiner schicken Wohnung besucht, zögert er, bevor er offenbart, dass die Miete 1200 US-Dollar beträgt.
Max zögert zuerst, Nora seinen Freunden vorzustellen. Zu einer Hochzeitseinladung nimmt er Nora nicht mit und belügt sie, was Nora zufällig herausfindet und ihm wütend sagt, dass sie ihm eine Lüge dieses eine Mal verzeihen werde, ein zweites Mal jedoch nicht. Schließlich nehmen beide eine Einladung zum Thanksgiving-Essen an. Dort kommt es zum Streit, als der vermögende Gastgeber in einer politischen Diskussion herablassend über die Arbeiter spricht. Nora als Mitglied der Arbeiterklasse fühlt sich von seiner Einstellung angegriffen. Danach verschwindet sie aus der Stadt. In ihrem Abschiedsbrief schreibt sie Max, sie liebe ihn, möchte aber nicht, dass er sich für sie schämen müsse.
Auf einer Party lernt Max die junge Gastgeberin kennen, beide sprechen über Kunst. Er sieht den gleichen Staubsauger, den er einst Nora schenkte. Als er drin keine Spuren der Nutzung entdeckt, verlässt er die Wohnung. Max kündigt seinen Job und zieht nach New York City, wo Noras Schwester wohnt. Dort findet er Nora in einem Restaurant, wo sie als Kellnerin arbeitet. Er gesteht ihr, dass er mit seinem alten Leben abgeschlossen und nach New York gezogen sei, um mit ihr ein neues Leben anzufangen. Sie zögert, willigt dann aber ein.

## Synchronisation
| Rollen         | Schauspieler    | Synchronsprecher         |
| Nora Baker     | Susan Sarandon  | Gisela Fritsch           |
| Max Baron      | James Spader    | Benjamin Völz            |
| Rosemary       | Kathy Bates     | Kerstin Sanders-Dornseif |
| Neil           | Jason Alexander | Tobias Meister           |
| Rachel         | Rachel Chagall  | Philine Peters-Arnolds   |
| Sherri Klugman | Barbara Howard  | Eva Kryll                |

## Kritiken
Roger Ebert verglich den Film in der Zeitung Chicago Sun-Times vom 19. Oktober 1990 mit Pretty Woman. In diesem Film jedoch, schrieb er, sei es nicht so eindeutig wie in Pretty Woman, wer von der Beziehung mehr profitiert. Der Film werfe, so Ebert, interessante Fragen nach den Chancen der unkonventionellen Beziehungen auf. Die letzte Szene, fand er, bediene idiotische Klischees (an idiotic cliche).
Desson Howe schrieb in der Washington Post vom 19. Oktober 1990, der Film trivialisiere das Thema der Liebe zwischen einem jüngeren Mann und einer älteren Frau. Er bezeichnete den Charakter von Max Baron als narzisstisch, jenen von Nora Baker als eine moderne Version von Mrs. Robinson. Howe lobte die Darstellung von Susan Sarandon.

## Auszeichnungen
Susan Sarandon wurde für ihre Rolle für den Filmpreis Golden Globe Award als beste Hauptdarstellerin in einem Drama nominiert und gewann den London Critics Circle Film Award.
Die Deutsche Film- und Medienbewertung FBW in Wiesbaden verlieh dem Film das Prädikat besonders wertvoll.